# Esquipulas
Esquipulas (Nahuatl: "Isquitxochitl = „zerstörter Baum mit weißen Blüten“) ist eine Kleinstadt mit ca. 30.000 Einwohnern bzw. eine Gemeinde (municipio) mit insgesamt etwa 65.000 Einwohnern auf einer Fläche von ca. 532 km² im Departamento Chiquimula im Südosten von Guatemala. Esquipulas ist der bedeutendste Wallfahrtsort Mittelamerikas.

## Lage und Klima
Die allseitig von 1600 bis 1800 m hohen Bergen eingefasste Stadt bzw. die Gemeinde Esquipulas liegt nahe dem Quellgebiet des Río Lempa auf ca. 950 m Höhe ü. d. M. Die Stadt liegt ca. 200 km (Fahrtstrecke) östlich von Guatemala-Stadt; die Maya-Stadt Copán im Nachbarland Honduras ist ca. 70 km (Luftlinie) entfernt. Das Klima in der Stadt und ihrer Umgebung ist gemäßigt; Regen fällt überwiegend in den Monaten Mai bis Oktober.

## Bevölkerung
Esquipulas liegt im ehemaligen Siedlungsgebiet der Chortí-Maya. Die Bevölkerung ist im 20. Jahrhundert durch Zuwanderung  aus den ländlichen Gebieten in der Umgebung enorm gewachsen. Umgangssprache ist – neben diversen Dialekten – aber hauptsächlich Spanisch.

## Wirtschaft und Tourismus
Die meisten Einwohner der Gemeinde leben direkt oder indirekt von der Landwirtschaft; einige betätigen sich auch als Handwerker, Kleinhändler oder Dienstleister (z. B. im Transportgewerbe). Eine bedeutende wirtschaftliche Rolle spielt der Pilgertourismus.

## Geschichte

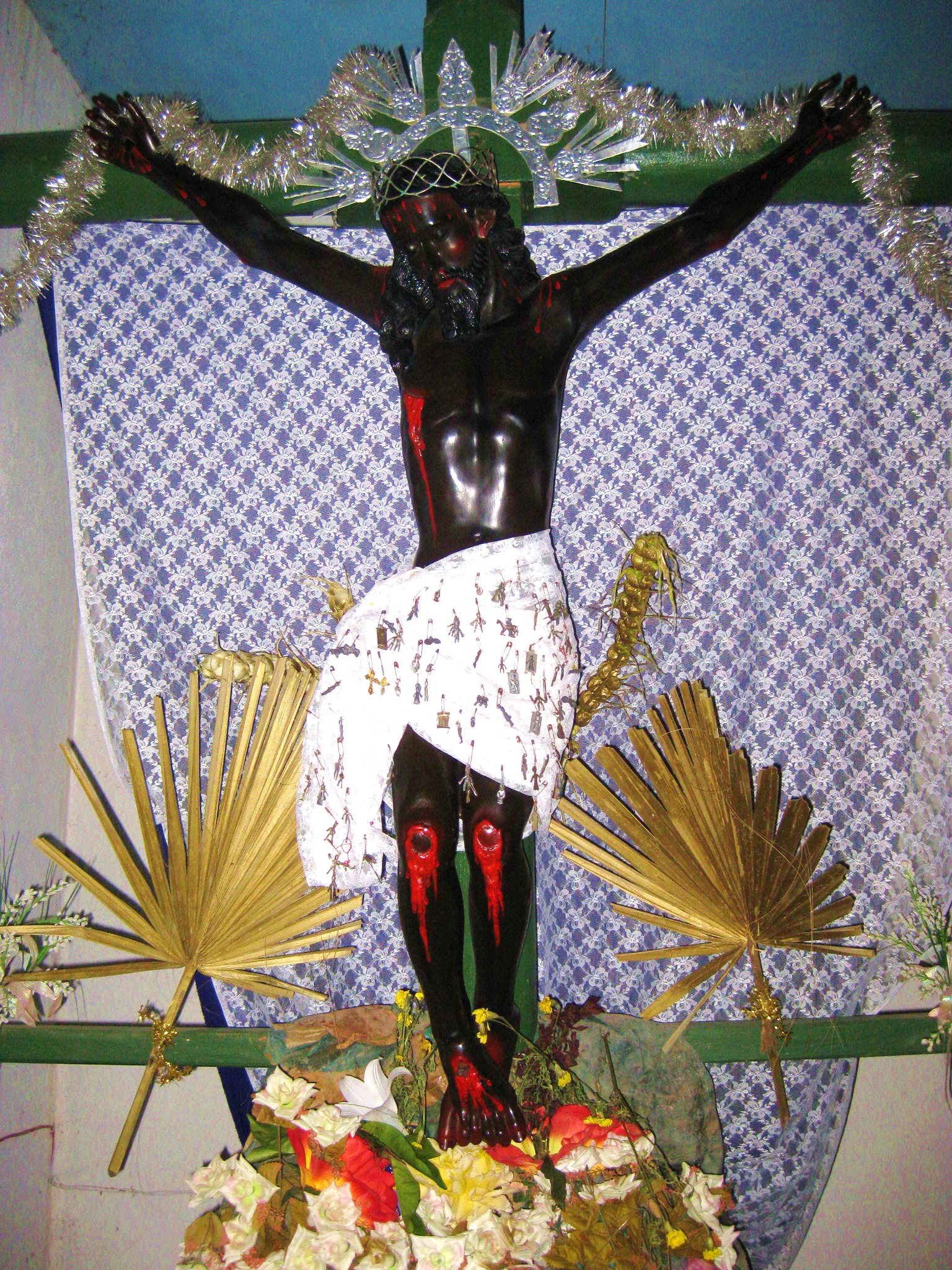
Cristo Negro

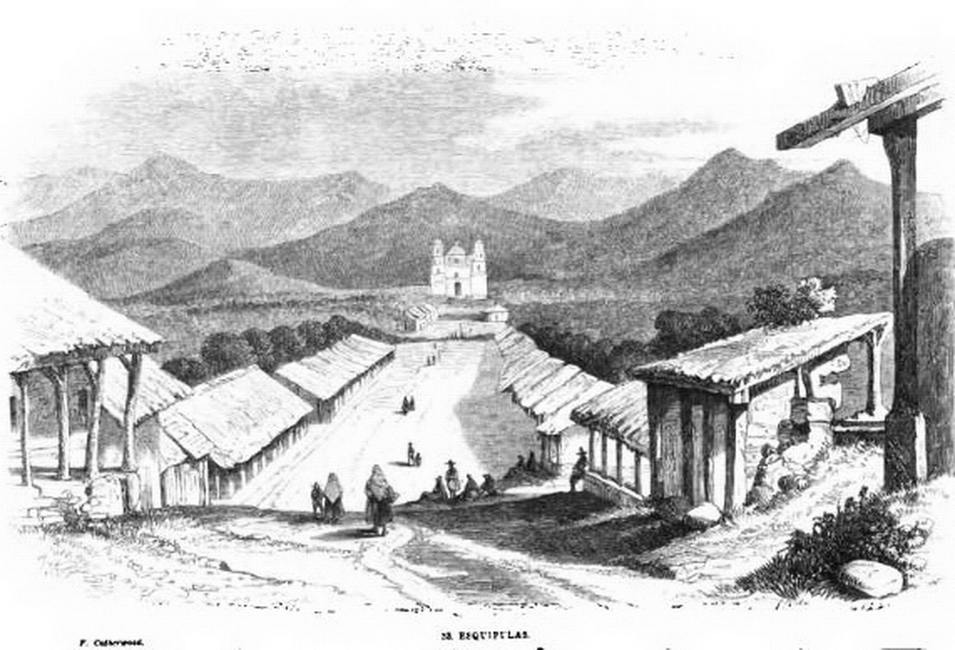
Esquipulas, Zeichnung von John Lloyd Stephens (um 1840)

In der Zeit der Maya-Klassik gehörte der möglicherweise schon existierende Ort, dessen ursprünglicher jedoch Name unbekannt ist, zum Einflussbereich von Copán. Die Azteken nannten ihn Isquitzuchil; die um das Jahr 1525 bis hierhin vordringenden Spanier wandelten den aztekischen Namen in Santiago Yzquipulas ab. Um das Jahr 1560 gründeten sie den Ort, an dem bislang keine Artefakte aus präspanischer Zeit gefunden wurden, neu.
Gemäß der Überlieferung baten die Bewohner des Ortes im Jahr 1594 den aus Portugal stammenden aber in Antigua Guatemala lebenden Bildschnitzer Quirio Cataño um die Anfertigung eines Kruzifixus aus schwarzem Holz für ihre kleine Kirche. Um 1650 war der Ort deutlich gewachsen und hatte ca. 1000 Einwohner. Um das Jahr 1680 entschloss man sich deshalb zum Bau einer größeren Pfarrkirche, in welche man das inzwischen als wundertätig angesehene Kruzifix (Cristo Negro) verbrachte. In den 1850er Jahren entstand die dreischiffige und viertürmige Basilika, in welcher der Kruzifixus bis heute untergebracht ist und die ausreichend Platz für Pilger bietet. Bereits im Jahr 1957 wurde sie in den Rang einer Territorialprälatur erhoben.

## Sehenswürdigkeiten
- Die in zurückhaltenden barocken Stilformen gestaltete dreischiffige Basilika von Esquipulas ist das Ziel zahlreicher Gläubiger aus vielen Ländern Mittelamerikas. Die von seitlichen Glockentürmen flankierte Fassade zeigt Doppelsäulenpaare mit zwischenliegenden Nischen. Das Giebelfeld wird von Voluten und kleinen Zierobelisken, die sich auch an den in ein Oktogon mit abschließender Kuppel auslaufenden Türmen finden, begleitet. Ungewöhnlich sind die nicht in gleicher Höhe durchlaufenden Gesimse.
- Die etwa 70 Jahre ältere Pfarrkirche (Parroquia de Santiago) ist ein einschiffiger und insgesamt deutlich kleinerer Bau. In der mit aufgesetzten seitlichen Zierobelisken versehenen Fassade befinden sich Nischen mit Heiligenfiguren.
- Im ausgehenden 19. oder beginnenden 20. Jahrhundert wurde ein Aquädukt gebaut, um die Wasserversorgung der Stadt sicherzustellen.[2]